# Klasa pani Czajki
Klasa pani Czajki – powieść dla młodzieży autorstwa Małgorzaty Karoliny Piekarskiej. Składa się ze zbioru opowiadań, które od stycznia 2002 do czerwca 2004 ukazywały się na łamach dwutygodnika „Victor gimnazjalista”. Ich popularność sprawiła, że w 2004 roku zostały zebrane i wydane jako książka. Dodatkowo w książce znalazło się kilka opowiadań, które nie zostały wcześniej opublikowane na łamach dwutygodnika.
Bohaterami Klasy pani Czajki są gimnazjaliści. Spotykają się w pierwszej klasie, a rozstają wraz z końcem szkoły, kiedy ich drogi rozchodzą się, bo trafiają do rozsianych po całej Warszawie szkół średnich.
Pierwowzorem postaci tytułowej pani Czajki jest Barbara Czajka, ulubiona polonistka autorki, która uczyła ją polskiego w Szkole Podstawowej nr 92 w Warszawie. To właśnie Barbara Czajka zaszczepiła autorce miłość do gramatyki i słowotwórstwa. Wydawca napisał: „Jak silne jest to uczucie, świadczy rozdział Ja pierniczę!, z którego można dowiedzieć się między innymi ile znaczeń może mieć słowo pierniczyć, gdy się doda do niego odpowiedni przedrostek.”

## Spis rozdziałów
- Ławka
- Tygodniowe spóźnienie
- Wypracowanie o lecie
- Ci okropni rodzice
- Fotoplastykon i inne zdjęcia
- Przesiadka
- Ceramika
- Nowy Rok
- Komplecik
- Komórka
- Intelektualiści i łamagi
- Słonik
- Kino
- Lepiej być rudą!
- Breloczek
- Plotka
- Balanga
- Odkurzacz na wycieczce
- Kemping
- Niedomówienia
- Gwizdor
- Napad
- Wyznanie
- O, ja pierniczę!
- Tajemnica
- Wróżby
- Mikołajki
- Czyste konto na święta
- Płatek
- Sylwester
- Zakład
- Floret
- Wypracowanie
- Grypa
- Mama i... tata
- Imieniny
- Wagary
- Podbite oko
- Kłótnia
- Bestseller
- Spalony dwór
- Nowy Pan Nikt
- Skarbnik
- Powitanie jesieni
- Deszcz nieporozumień
- Ciągnie swój do swego
- Odkręcanie poplątania
- Ładny gips
- Zielona choinka
- Zaczatowana
- Lodowaty Pustak
- Poza zasięgiem
- Otworzyć czy zamknąć dziób?
- Znowu mama i znowu tata
- Wróżba
- Rozterki
- Kłamczucha
- Kłopoty
- Niby–przypadek
- Majówka
- Film
- Licealne dylematy
- Rozstanie

## Bohaterowie
- Pani Barbara Czajka – Tytułowa bohaterka. Nauczycielka języka polskiego, wychowawczyni klasy. Kobieta w średnim wieku, bardzo ceniona przez uczniów przede wszystkim za swoją sprawiedliwość. Jest kobietą spokojną, opanowaną, pewną siebie. Ma także duże poczucie humoru.

- Małgosia

Wygląd: Czarne włosy, mały biust, z powodu którego ma kompleksy, nosi okulary.
Charakter: Małgosia nie jest kujonem, ale uwielbia książki. Jest skromna i raczej nieśmiała. Bardzo bała się, że nie umie się całować. Ma kompleksy z powodu figury.
Zainteresowania: książki, scrabble, kino, seria „Harry’ego Pottera”
Relacje: Jej najlepszą przyjaciółką jest Kamila, a chłopakiem, od końca pierwszej klasy Maciek. Małgosia jest ogólnie lubiana w klasie, jedynie na początku dogryza jej Kaśka.
Pseudonim: Na początku szkoły Kaśka nazywała ją Kobrą.
- Kamila – Najbliższa przyjaciółka Małgosi. Bardzo ładna i zgrabna, ma jednak kompleksy z powodu swoich włosów – tak jasnych, że prawie białych. Bardzo niezdecydowana w swoich uczuciach – miota się między Olkiem, Czarnym Michałem i Wojtkiem, prawie do końca nie będąc pewną, na kim jej zależy. Z tego właśnie powodu wiele jej koleżanek i kolegów uważa, że bawi się cudzymi uczuciami. Często wystawia na próbę jej przyjaźń z Małgosią.

- Maciek – Dowcipny, wygadany, oczytany, lubiany przez dziewczyny. Chodzi na zajęcia z ceramiki, jego pasją są gry planszowe – w szczególności Scrabble. Nie ma ojca, lecz ojczyma. Zauroczony Małgosią – zresztą ze wzajemnością. Do końca trzeciej klasy stanowią nierozłączną parę.

- Kaśka – Największa klasowa intrygantka. Złośliwa, uważająca się za najbardziej doświadczoną w sprawach damsko-męskich. Ma o sobie wysokie mniemanie, uważa się za bardziej dojrzałą od swoich koleżanek z klasy. Niezbyt inteligentna. Nigdy nie sięga po książki, chyba że po „Pamiętnik Księżniczki”.

- Czarny Michał – W pierwszej klasie bywa niegrzeczny i chamski. Od początku gimnazjum nieszczęśliwie zakochany w Kamili, która nie zwraca jednak na niego uwagi. Małomówny, skryty, często stoi z boku klasy. Pod koniec gimnazjum zaprzyjaźnia się z Kingą i zakochuje się w niej.

- Kinga – Najlepsza uczennica w klasie. Zgodna, cicha, spokojna, chętna do pomocy. Mocno przeżywająca złe stopnie. Potrafi być bardzo zazdrosna.

- Olek – Jedyny bohater, który nie jest uczniem klasy pani Czajki. Kolega Kamili z dzieciństwa i Maćka z zajęć ceramiki. Przystojny, wysportowany chłopak (trenuje dżudo). Po wspólnych wakacjach w Chorwacji stanowią z Kamilą parę, jednak dziewczyna (która sama nie wie na kim jej zależy) zrywa z nim.

- Wojtek – Do klasy pani Czajki doszedł w trzeciej klasie (przeprowadził się do Warszawy z Lublina). Bardzo przystojny, podoba się dziewczynom, jednak jego chamskie zachowanie wobec nich sprawiło, że szybko został odrzucony przez klasę i nazwany przez Kamilę Panem Nikt. Powoli pokazuje, jaki jest naprawdę, i pod koniec szkoły nie tylko zostaje zaakceptowany przez klasę, ale także zyskuje sympatię Kamili.

- Ewka – Najlepsza przyjaciółka Kingi, lubi plotki, chętnie opowiada kawały. Umie wróżyć z kart. Wszystkie wróżby dla jej klasowych koleżanek spełniają się.

## Klasa pani Czajkiw podręcznikach
- 2007 Słowa na start! 6 Podręcznik do kształcenia literackiego i kulturowego – M. Derlukiewicz – Nowa Era

fragmenty rozdziału „Wypracowanie”
- 2009 Po polsku. Podręcznik do języka polskiego dla gimnazjum. Klasa 1 – Joanna Malczewska, Joanna Olech, Lucyna Grabińska-Pacuła – PWN

fragmenty rozdziału „Kłopoty”

## Wydania
- 2004 Aga-Press ISBN 83-85534-34-2.
- 2008 Nowy Świat ISBN 978-83-7386-284-5.
- 2008 Biblioteka Akustyczna ISBN 978-83-921149-5-6 (wersja audio na CD-Mp3)
- 2013 Nowy Świat ISBN 978-83-7386-487-0.
- 2015 Biblioteka Akustyczna ISBN 978-83-8082-002-9.
- 2016 Nasza Księgarnia ISBN 978-83-10-12998-7.